# Pseudochirella dentata
Pseudochirella dentata är en kräftdjursart som först beskrevs av A. Scott 1909.  Pseudochirella dentata ingår i släktet Pseudochirella och familjen Aetideidae. Inga underarter finns listade i Catalogue of Life.